# ハリーナ・チェルニー＝ステファンスカ
ハリーナ・チェルニー＝ステファンスカ（ポーランド語: Halina Czerny-Stefańska （ハリナ・チェルヌィ＝ステファィンスカ）、1922年12月30日 クラクフ - 2001年7月1日 クラクフ）は、ポーランドの女性ピアニスト、教育者。娘はチェンバロ奏者のエルジュビェタ・ステファンスカ。

## 経歴
ポーランドのクラクフに生まれる。幼少期から父からピアノの手ほどきを受ける。第4回ショパン国際ピアノコンクール（ワルシャワ、1949年9月15日 - 10月15日）で第1位および最優秀マズルカ演奏賞を受賞。パリに留学し、エコールノルマル音楽院でコルトーに学ぶ。ショパン・コンクールでの成功を機に、全世界でショパンを弾いて回った。ポーランドを代表するショパン弾きとして一世を風靡したが、レパートリーはバロック、古典から現代曲まで多岐にわたる。自国ポーランド人作曲家の曲も積極的に演目に取り入れた。

### 独奏曲、室内楽曲

#### ポーランドの作曲家
M.K.オギンスキ（1765年 - 1833年）、ショパン、ザレンプスキ、パデレフスキ、S.リプスキ（1880年 - 1937年）、シマノフスキ、シェリゴフスキ、B.ルトコフスキ（1898年 - 1963年）、マチェイェフスキ、M.スピサク（1914年 - 1965年）、グレツキ

#### その他の作曲家
コレッリ、パーセル、クーナウ、テレマン、グラウプナー、ラモー、ヘンデル、J.S.バッハ、D.スカルラッティ、ダカン、G.B.ペシェエッティ（1704年頃 - 1766年）、W.Fr.バッハ、ミスリヴェチェク、クレメンティ、モーツァルト、ベートーヴェン、ウェーバー、シューベルト、メンデルスゾーン、シューマン、リスト、ラフ、ライネッケ、ブラームス、グリーグ、アルベニス、ドビュッシー、グレチャニノフ、ブゾーニ、スクリャービン、ラフマニノフ、ラヴェル、ファリャ、バルトーク、インファンテ、マルタン、プロコフィエフ、オネゲル、プーランク、ハチャトゥリアン、ショスタコーヴィチ、矢代秋雄

### ピアノ協奏曲
- J.S.バッハ - BWV1060 - 1065
- C.Ph.E.バッハ - 協奏曲変ホ長調
- モーツァルト - KV466、KV467、KV488
- ベートーヴェン - 第2番
- メンデルスゾーン - 第1番
- ショパン - 第1番、アンダンテ・スピアナートと華麗なる大ポロネーズ
- リスト - 第1番
- フランク - 交響的変奏曲
- グリーグ - イ短調